# 手すり子

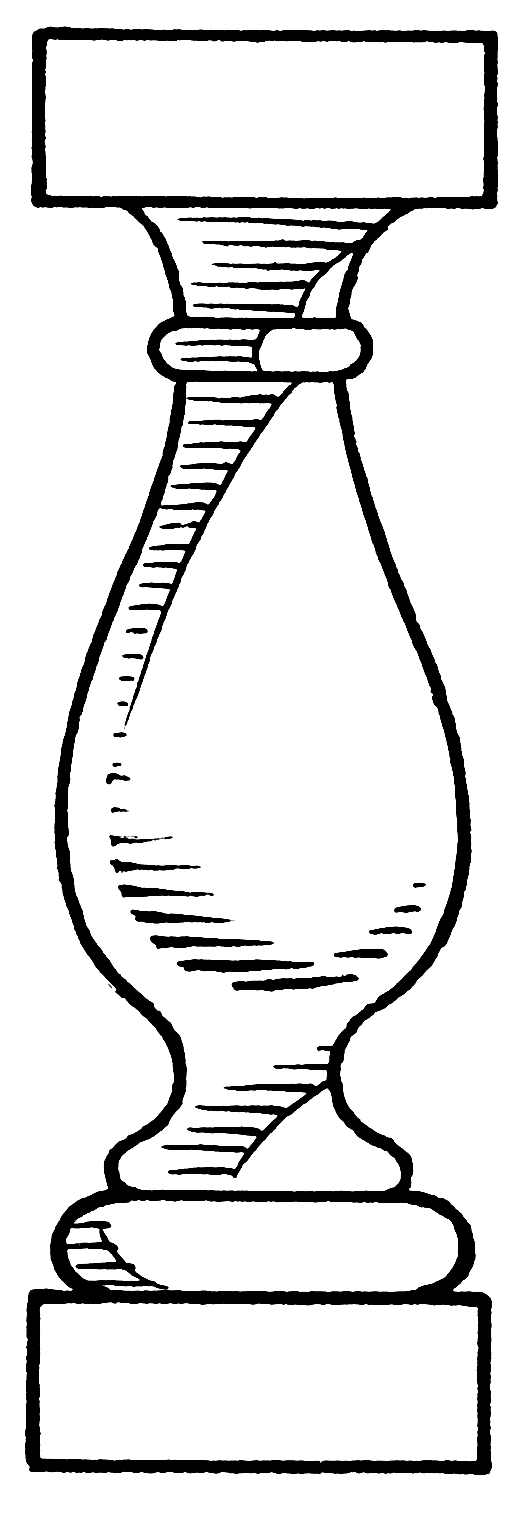
手すり子（バラスター）

手すり子（てすりこ）またはバラスター（baluster）は、共通の基礎の上に立ち、階段などの手すりや欄干の笠木（手でつかむ横板状の部分）を支持する柱状の装飾的構造で、角柱、円柱、回転体などの形状があり、石や木材、時には金属でできている。"baluster" はOEDによると「石榴の花」を意味する balaustra に由来し、半分開きかけた蕾に形状が似ているためにそのように名付けられたという。手すり子が複数並んだ欄干を、英語では "balustrade" と称する。以降で「欄干」と称されているものは、すべて手すり子を使った "balustrade" である。家具の足、シャンデリアの真鍮製の軸、銀の燭台など、回転体の形状の装飾を "baluster shaft" と称することもある。

## 概要

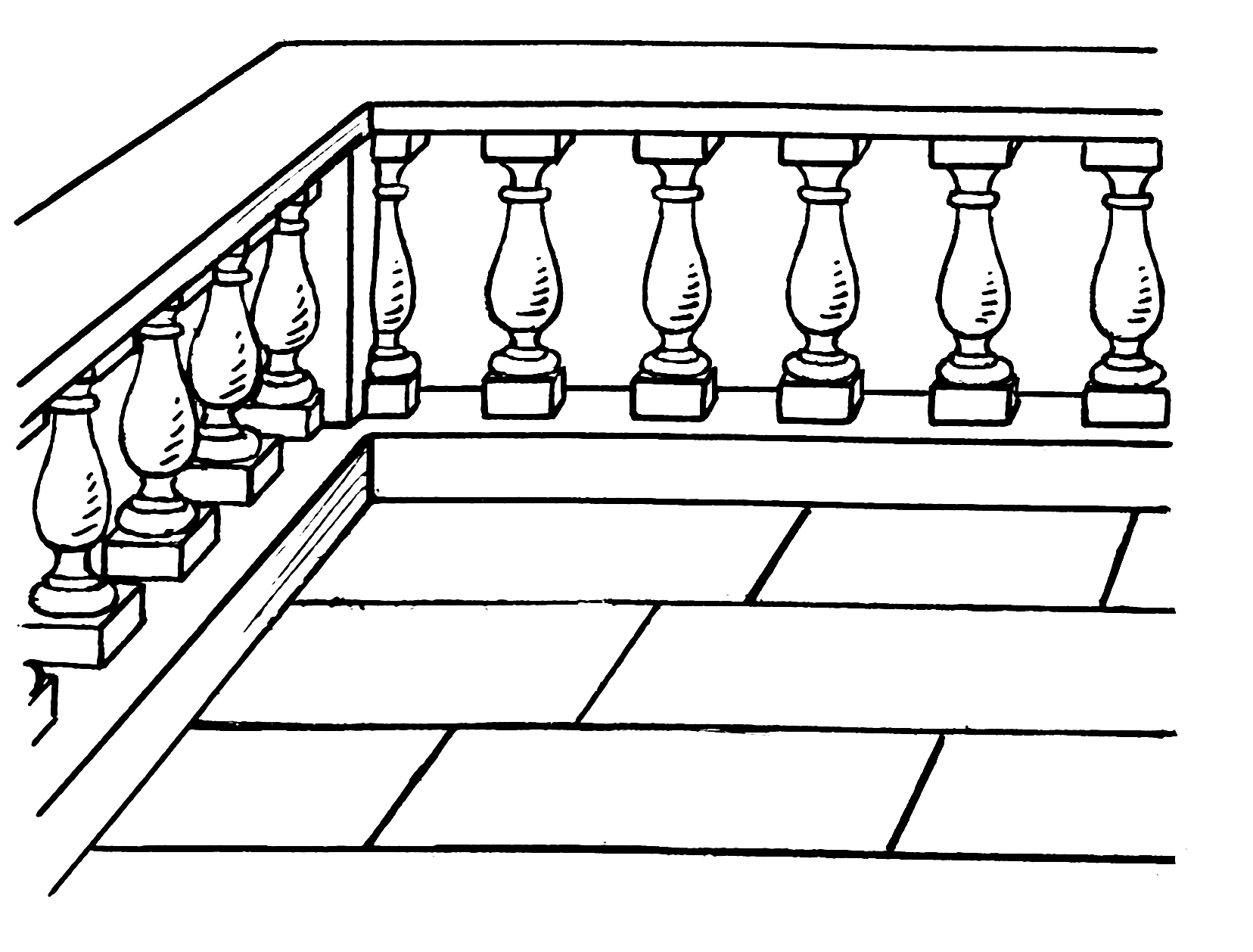
欄干 (balustrade)

初期の例としてアッシリアの遺跡から出土した薄浮彫りに描かれたものがあり、窓の欄干に使われていて見た目はイオニア式柱頭に似ている。建築要素としての欄干は古代ギリシアや古代ローマでは知られていなかったが、手すり子の形状が椅子やテーブルの脚に使われていたことはローマの薄浮彫りでわかる。独特の形状の脚や回転体形状の青銅製のもの、古風な大理石の枝付き燭台など、球根状や円盤状の形状を積み重ねたようになっており、15世紀のデザイナーにはよく知られていた。このような形状が建築によく使われるようになったのはルネサンス初期のことである。15世紀末の例としては、ヴェネツィアやヴェローナの宮殿のバルコニーに見られる。それら15世紀の欄干の様式がまだ定まっていなかったゴシック建築の先駆けとなった。小柱（コロネット、colonnette）による欄干は、小振りのアーチ飾りの代替として生まれた。Rudolf Wittkower は欄干の発明者についての判断を控えたが、ジュリアーノ・ダ・サンガッロが早くから欄干を建築に取り入れたとしている。サンガッロは1480年ごろに建設したポッジョ・ア・カイアーノのメディチ家別荘でテラスや階段に欄干を一貫して採用し、古典建築の復元にあたっても欄干を使った。そして重要な点は、このモチーフをブラマンテ（1502年のテンピエット）やミケランジェロが受け継ぎ、16世紀には欄干が広く採用されるようになった。Wittkower は、球根状の花瓶のような形状を逆さに重ね、間にクッションのようなトーラスまたは窪んだ輪を挟んだ上下対称なものと、他の単純な花瓶状のものを区別した。後者はミケランジェロがカンピドリオ広場の階段（1546年ごろ）に採用した。Wittkowerによれば、それ以前の最初期のびん状手すり子が Santa Maria delle Grazie（1482年ごろ）の欄干やアクイレイア（1495年ごろ）やパルマの聖堂の手摺、バチカンの中庭、ロレートの Santa Casa などに見られる。

## 形状とスタイルの変遷

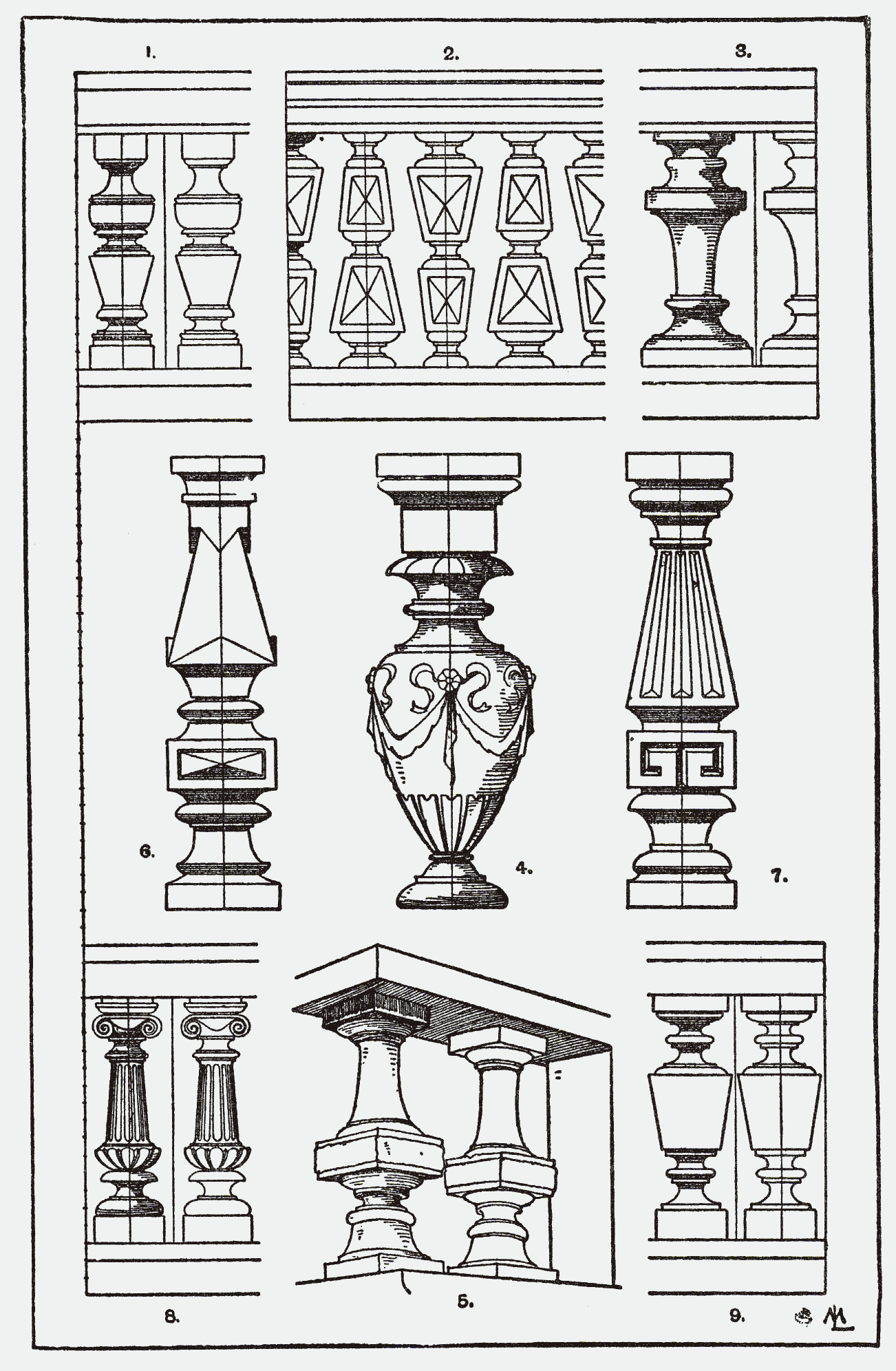
様々な手すり子。A Handbook of Ornament, Franz S. Meyer, 1898

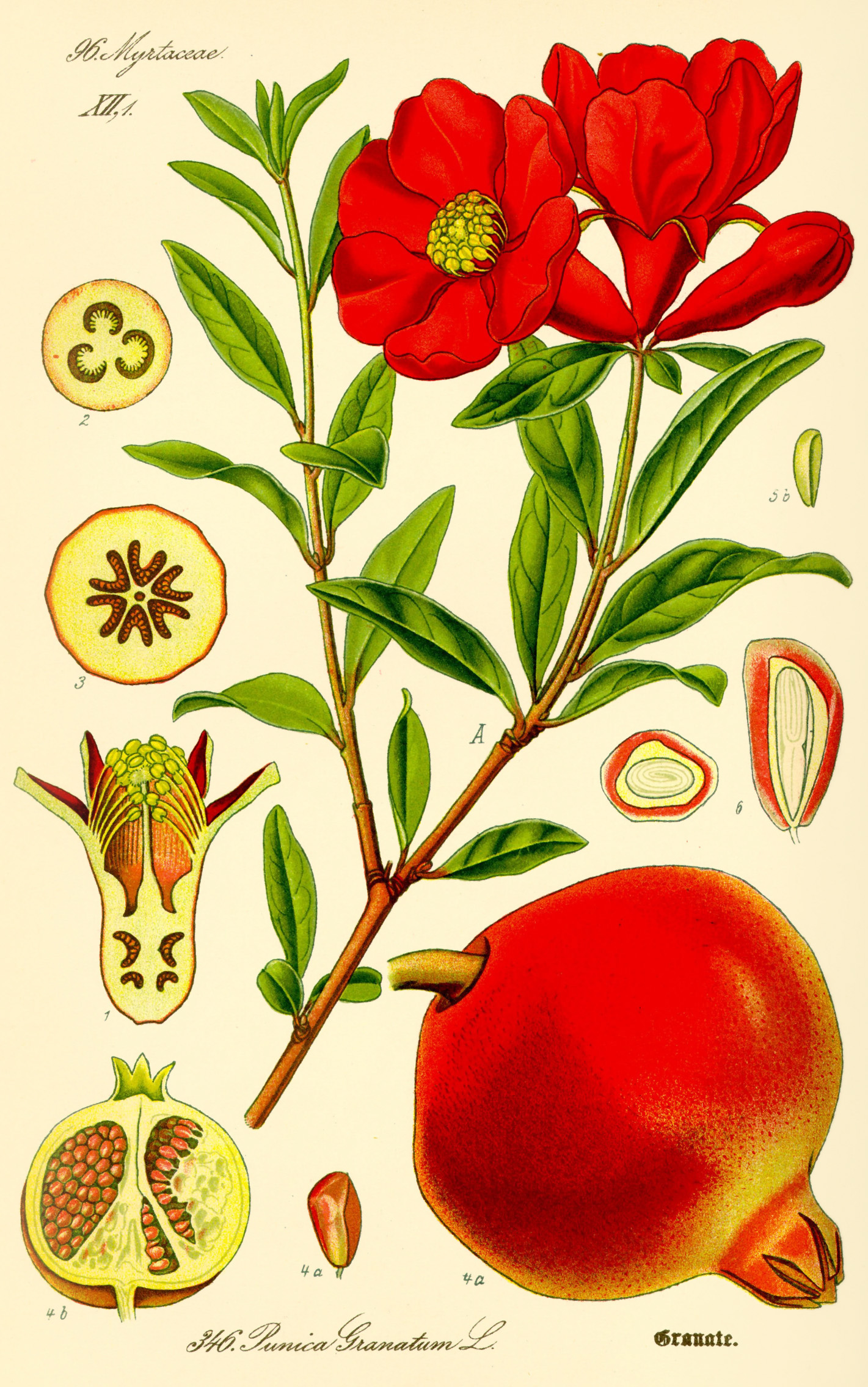
ザクロの花と蕾の図。ザクロはイタリア語で balaustra

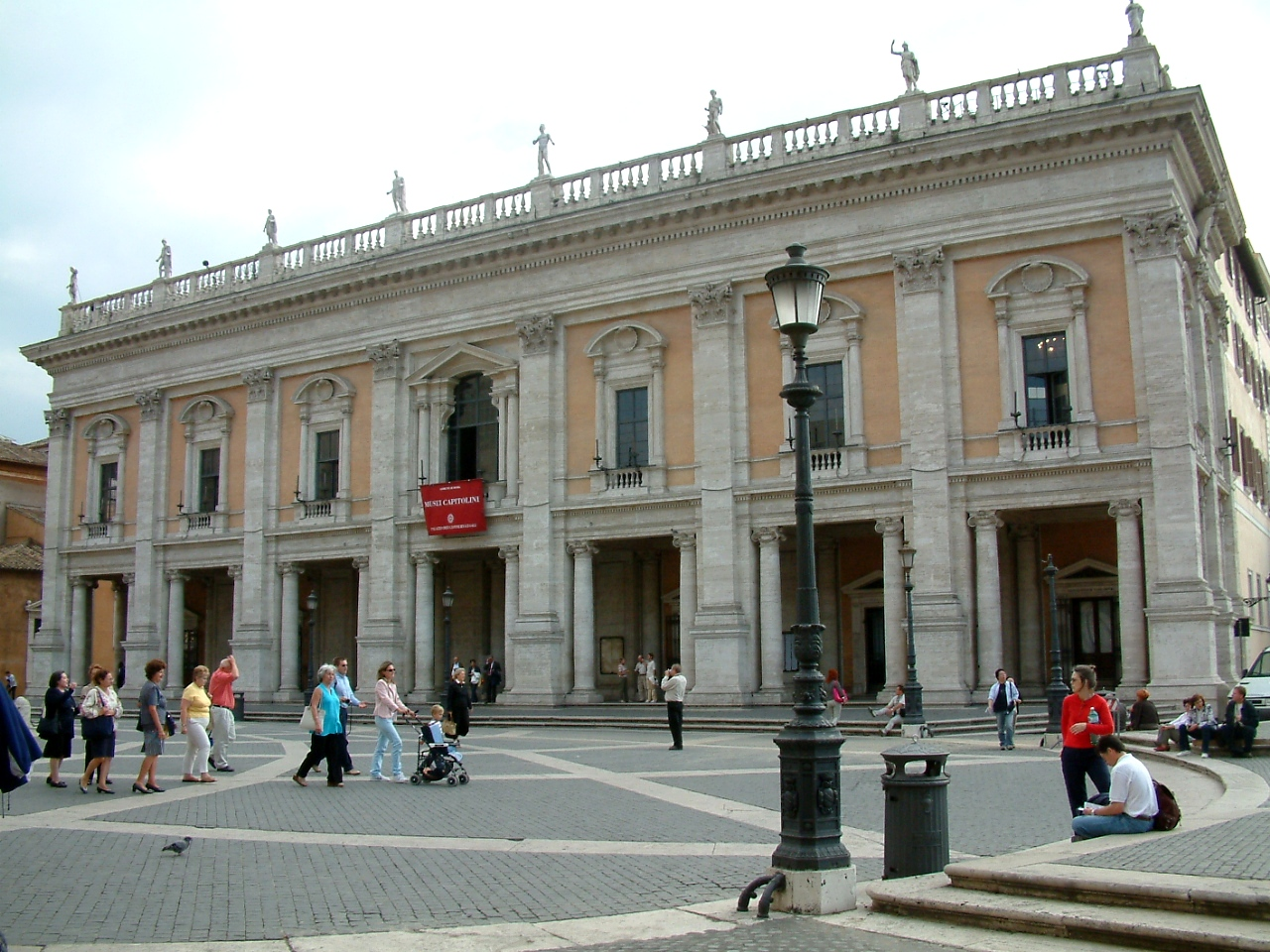
ミケランジェロ設計のカピトリーノ美術館（ローマ、カンピドリオ）には、屋上に花瓶状欄干がある。

手すり子は主に回転体の形状であり、木工や陶芸などのデザインを踏襲した傾向が見られる。木工や陶芸では古くから旋盤や轆轤で材料を回転させて作っていたため、回転体が容易に形成できた。手すり子の形状は建築や家具の様式の判定に役立ち、大雑把な年代の推定にも役立つ。マニエリスムの複雑な形状の手すり子は花瓶状の形状を重ねたものと解釈できる。バロック様式のいかり肩で太くリズミカルな形状の手すり子は、新古典主義の簡素な手すり子とは明らかに異なり、後者はギリシアのアンフォラにも似ている。イギリスやオランダの17世紀の家具では、オーク材やウォールナット材でできた独特のねじれたデザインが使われており、その原型はベルニーニが賞賛した Solomonic column である。しかし、このデザインは1710年代までに廃れた。
旋盤で作られた木製の手すり子は、縦に割って建築物や家具の表面に貼り付けて装飾に使われることもあった。例えば、イタリアやスペインや北欧で16世紀から17世紀にかけて作られた飾り棚がある。
ヨーロッパ以外では、手すり子は比較的新しいモチーフとしてムガル建築に現れ、シャー・ジャハーンの関わった17世紀前半の2つの城塞、アーグラ城塞とデリー城に見られる。葉形飾りのある手すり子は Ebba Koch によればそれまでのインド・イスラーム建築にはない装飾で、18世紀から19世紀の中央および北インドで広く見られるようになった 。
手すり子は、四角い底面の寸法のぶんだけ離して並べるのが一般的である。ただし、本数を減らすために手すり子同士の間隔を開けすぎると見た目がよくない。欄干の端は大きな親柱や建物の壁に繋がっており、そうしないと手すり子だけでは強度が保てない。
手すり子の製作方法はいくつかある。木や石の場合は旋盤を使うが、コンクリートや漆喰、鉄、プラスチックなどは型に流し込んで形成する。

## 現代の手すり子に使われている材料
- 鋳鉄
- 擬石
- 木材
- 漆喰
- 重合体
- ポリウレタン / ポリスチレン
- 錬鉄

## 階段の手摺
階段の手摺に使う手すり子を英語では "banister" または "bannister" と呼ぶが、日本語ではあまり区別しない。なお、"banister" という語は手すり子だけでなく、もっと細い現代的な手摺を支える棒も指すことがあるし、手摺そのものを指すこともある。